# Rhinconichthys taylori
Rhinconichthys taylori — викопний вид мезозойських променеперих риб вимерлої родини Пахикорміди (Pachycormidae). Риба мешкала у морях у верхній крейді. Скам'янілі рештки знайдені у сеноманському ярусі у графстві Кент у Великій Британії.  Як і всі представники родини даний вид був фільтратором.